# 패디 반스
패디 반스(영어: Paddy Barnes)로 잘 알려진 패트릭 제라드 반스(영어: Patrick Gerard Barnes, 1987년 4월 9일~)는 아일랜드의 전직 권투 선수이다. 2008년과 2012년 하계 올림픽에서 남자 라이트플라이급 동메달을 획득했고 세계 선수권 대회에서 동메달 2개, 유럽 선수권 대회에서 금메달 1개를 획득했다.